# Стог, Алексей Данилович
Стог, Алексей Данилович (17 (28) марта 1778, Чернигов — 14 (26) июля 1837, Санкт-Петербург) — тайный советник, сенатор, видный общественный деятель, историограф, методист и организатор общественного призрения Российской империи первой трети XIX в.
Сподвижник императрицы Марии Фёдоровны по созданию государственной системы социального обеспечения. Один из первых деятелей по организации государственной системы подготовки среднего медицинского персонала для гражданских нужд. Основоположник научного подхода к изучению истории социальной помощи в России.   

## Биография
Из потомственных дворян Черниговской губернии. Род Стога внесён в III ч. ДРК Черниговской губ. Родился в Чернигове. Службу начал в 1789 с низших должностей в черниговском губернском правлении, затем был назначен канцеляристом в Черниговском земском суде, потом в разных подобных же должностях работал в Малороссийском почтамте и в Главном почтовом правлении. В том же ведомстве — Малороссийском почтамте, много лет служили младшие его братья: Михаил и Демьян. В августе 1795 из канцеляристов произведён, за выслугу лет, в первый гражданский чин — коллежского регистратора.
С 1801 служил в канцелярии Главного почтового правления в С.-Петербурге, до 1806 состоявшего в ведомстве Правительствующего сената; с 1803 по июнь 1806 — секретарь канцелярии главного директора российских почт, коллежский асессор. Главным директором почт в то время был земляк А. Д. Стога, уроженец Черниговской губернии, видный государственный деятель, действительный тайный советник, сенатор Д. П. Трощинский. По представлению Трощинского, высочайшим указом от 30 января (11 февраля) 1804, пожалован, в «награждение ревностной службы и беспрерывных трудов в канцелярии его», из титулярных советников в чин коллежского асессора.
C 9 (21) июня 1806 Трощинский, по прошению, вышел в отставку, а Главное почтовое управление из сенатского было передано в ведение М-ва внутренних дел. Оставаясь в прежней должности, с 1806 по 1808 год А. Д. Стог служил секретарем канцелярии Главного почтового управления М-ва внутренних дел; в той должности секретаря произведён, за отличие по службе, надворным советником 31 декабря 1806 (12 января 1807). Главноуправляющим почтами в те годы был тайный советник Г. П. Кондоиди.
По многочисленным свидетельствам современников, А. Д. Стог был хорошо образован, умён, обладал организаторским талантом и незаурядными административными способностями. В 1808 он был назначен начальником второго стола второго отделения Экспедиции государственного благоустройства (2-я экспедиция) департамента полиции исполнительной М-ва внутренних дел. Главой департамента был министр внутренних дел, в то время — кн. А. Б. Куракин. Экспедиция заведовала полицией городской и земской, губернским управлением, строительством публичных зданий. В том же — 1808, Стог пожалован орденом Святой Анны 2 степени, за отличие по службе. В той должности — столоначальника М-ва внутренних дел, в «вознаграждение ревностной и усердной его службы», пожалован коллежским советником 29 июля (10 августа) 1810.
С 25 июня (7 июля) 1811 департамент полиции исполнительной М-ва внутренних дел был упразднён, а 2-я экспедиция передана в ведение М-ва полиции. С 11 (23) августа 1811 А. Д. Стог определён в хозяйственный департамент М-ва полиции, и из столоначальников назначен начальником второго отделения хозяйственного департамента (полиции хозяйственной) М-ва полиции 7 (19) сентября 1811. Второе отделение ведало делами приказов общественного призрения: рассматривало и утверждало ежегодные сметы о доходах и расходах приказов общественного призрения и их заведений; рассматривало ежегодные отчеты; составляло общий отчет «по общественному призрению»; издавало распоряжения для усиления капиталов и для изыскания новых способов их увеличения; вело дела по завещаниям в пользу богоугодных заведений и др. Отделение ведало заведениями, содержавшихся за счёт общественных капиталов: больницами, богадельнями, домами для умалишенных, учебными и воспитательными заведениями, исправительными заведениями, работными домами и домами призрения неимущих; рассматривало планы и сметы для постройки и починки и др.
В августе 1816 А. Д. Стог представил на рассмотрение специальной комиссии Хозяйственного департамента, образованной по высочайшему повелению, составленные им «Историю Приказов» и «Свод законов, указов и правил для Приказов общественного призрения», который включал на тот момент все узаконения (539 параграфов), относящиеся к функционированию Приказов. Работать над этим трудом Стог начал ещё во время службы в Главном почтовом правлении. В виду особой важности его работы, было принято решение опубликовать сочинение Стога за счёт казны.
За «особенные отличия, оказанные неусыпными трудами в должности порученной», Стог пожалован статским советником 1 (13) января 1817. Летом 1818 он проводил инспекцию заведений Киевского и Слободско-Украинского приказов общественного призрения. В том же — 1818, М-во полиции начало издавать первые части многотомного труда всей его жизни, посвященные истории общественного призрения и благотворительности в России. По заведённой традиции, авторство Стога в книге, издававшейся за счёт министерства, не указывалось. Сигнальные экземпляры книги министром полиции были разосланы всем высшим чиновникам империи и министром императорского двора представлены Александру I. В декабре того же — 1818, за «особенные труды» Стог награждён орденом Святого Владимира 3 степени.
Из начальников отделения назначен директором хозяйственного департамента М-ва полиции 28 апреля (10 мая) 1819, а 4 (16) ноября 1819 М-во полиции было присоединено к Министерству внутренних дел. Одновременно в последнем был образован хозяйственный департамент, который стал правопреемником и унаследовал все функции хозяйственного департамента М-ва полиции. А. Д. Стог возглавлял хозяйственный департамент М-ва внутренних дел (М-ва полиции) до своего назначения сенатором в 1831 году.
Хозяйственный департамент М-ва внутренних дел ведал делами городского хозяйства, организации снабжения населения продовольствием, усовершенствования земледелия и других отраслей сельского хозяйства, занимался также организацией переселения и устройством колоний. В годы руководства Стога департамент был разделен на два отделения:
- 1-е отд. заведовало продовольственным делом: надзором за состоянием запасов хлебных магазинов, составлением ежегодных ведомостей и смет по продовольствию и проверкой отчетов, составлением общих ведомостей по продовольствию; учреждало ярмарки и рынки (с 19 марта 1820); распределяло общий по империи продовольственный капитал; содействовало заготовлению провианта и фуража для войск; вело дела об иностранных колонистах, о евреях-землевладельцах, о водворении ссыльных в Сибирь, о переселении казённых крестьян из «малоземельных губерний в многоземельные»; ведало делами о городских доходах и расходах, о страховании от огня строений, об улучшении водяных сообщений, о прорытии новых каналов, о торговых пристанях, о признании рек судоходными и сплавными; рассматривало и утверждало уставы городских банков, а также хозяйственных обществ и акционерных предприятий.
- 2-е отд. ведало заведениями, содержавшимися за счёт общественных капиталов: больницами, богадельнями, домами для умалишенных, смирительными домами, учебными и воспитательными заведениями, исправительными заведениями, работными домами и домами призрения неимущих; рассматривало планы и сметы для постройки и починки этих зданий.

А. Д. Стог в течение 20 лет — с 1811 по 1831 год, по службе заведовал всеми вопросами, касающимися общественного призрения в России. С 21 июня (3 июля) 1823 произведён, за отличие по службе, в действительные статские советники; в 1826 пожалован орденом Святой Анны 1 степени, в 1829 — орденом Святого Владимира 2 степени. В связи с новым преобразованием министерств и ведомств, одновременно с занимаемой должностью, в 1830 назначен присутствующим членом Комитета о составлении новых штатов М-ва внутренних дел.
Высочайшим указом от 5 (17) октября 1831 уволен от должности и, «в награду долговременной, примерно усердной и отличной службы», пожалован в чин тайного советника и назначен сенатором. Высочайшим указом от 11 (23) октября 1831 велено присутствовать в 4-м департаменте Сената.  Департамент был высшим апелляционным судом по гражданским и уголовным делам для подведомственных ему территорий, в годы службы А. Д. Стога — по Оренбургской, Орловской, Пензенской, Томской и С.-Петербургской губерний, Бессарабской области и делам русской миссии в Персии. Департамент рассматривал гражданские апелляционные дела о жестоком обращении помещиков, о незаконном закрепощении крестьян, о земельных спорах между помещиками, крестьянами и церковью; о продаже, залоге, разделе недвижимого и движимого имущества, об опеке над имениями, о расторжении браков, об учреждении и ликвидации выборных учреждений. А. Д. Стог служил сенатором 4-го департамента до конца жизни, в 1834 получив орден Белого орла.

## Общественная деятельность
Многолетняя служба А. Д. Стога в министерствах полиции и внутренних дел, его практический опыт, непосредственно связанный с различными аспектами деятельности приказов общественного призрения и других государственных и общественных благотворительных учреждений, занимавшихся вопросами оказания социальной помощи бедным, неимущим, больным и бесприютным, обратила на него внимание императрицы Марии Фёдоровны. Большие государственные и общественные суммы, выделявшиеся и жертвовавшиеся на нужды общественного призрения, являлись лакомым источником дохода для чиновников всех мастей. В связи с этим современники отмечали, что А. Д. Стог обладал не только отличными административно-организаторскими способностями, но и личной харизмой, ценившейся императрицей: неподкупностью, честностью, практичной рассудительностью в суждениях, личной ответственностью за порученные дела и др. Когда в январе 1828 года учреждения, прежде состоявшие в ведении приказов общественного призрения, были переданы под непосредственное покровительство императрицы Марии Фёдоровны, А. Д. Стог получил личное её приглашение принять на себя звание и должность особого попечителя Обуховской градской больницы в С.-Петербурге (ныне — Клиника Российской Военно-медицинской академии). Он принял предложение императрицы и вскоре стал фактическим казначеем (членом-хранителем финансов) попечительного совета. По доверенности совета совершал сделки купли-продажи недвижимых имений для нужд общественного призрения. Должность попечителя была государственной, но без содержания. Одновременно Стог остался при прежней должности в Министерстве внутренних дел, в которой ведал делами общественного призрения в целом по империи.
С 1 (13) марта 1828 назначен первым попечителем Обуховской больницы, сохранив это звание и должность при назначении в Сенат, и оставался им до конца своей жизни. В его ведении находилось управление всеми частями больницы: медицинской, хозяйственной и строительной, штаты и делопроизводство канцелярии. «За всем порядком и хозяйством наблюдает особый попечитель больницы, назначаемый высочайшей властью, который о всем случившемся доносит Попечительному совету заведений общественного призрения бедных в С.-Петербурге. Попечитель больницы сносится с Попечительным советом заведений общественного призрения бедных в С.-Петербурге, входя с представлением или лично от себя, или посредством конторы больничной, членами которой всегда бывают главный доктор и смотритель больницы». В течение девяти лет управления больницей А. Д. Стог провел целый ряд успешных преобразований, значительно улучшивших все её части, которыми больница пользовалась до конца XIX в.
Вскоре после назначения попечителем и по инициативе Стога, из состава больницы было выведено отделение для психических больных, преобразованное в самостоятельное медицинское учреждение. По купчей от 18 (30) июня 1828, писанной во 2-м департаменте С.-Петербургской гражданской палаты, и 21 июня (3 июля) 1828 явленной во 2-м департаменте С.-Петербургского уездного суда, А. Д. Стог, как попечитель Обуховской больницы, купил от действительного тайного советника и кавалера, князя П. П. Щербатова, для нужд Попечительного совета общественного призрения в С.-Петербурге, с целью «устройства дома ума лишенных, собственную его Приморскую дачу, со 2-й частью острова, называемого Кутинско́й, в С.-Петербургском уезде, по Петергофской дороге, на 7-й версте, за 190 000 руб. [ассигнациями]». Психиатрическая лечебница, открытая в бывшем имении князя Щербатова, получила название Больницы Всех Скорбящих Радости и стала первой в Российской империи государственной больницей, специализировавшейся на лечении психических заболеваний.
В те же дни, исполняя волю императрицы, А. Д. Стог становится главным организатором сбора средств и строительства при Обуховской больнице новой церкви. Освящение церкви Божией Матери «Всех Скорбящих Радости» состоялось 22 июля (3 августа) 1828, в день тезоименитства Марии Фёдоровны, в связи с чем попечитель имел аудиенцию императрицы в Павловске и пожалован монаршим её благоволением. Среди жертвователей храма отмечена и супруга Стога — София Михайловна. Церковь была временной, и, продолжая исполнять волю Марии Фёдоровны, трудами А. Д. Стога, служившего уже в Сенате, при больнице, в той же самой средней зале главного корпуса, вскоре была устроена постоянная церковь, освящённая 3 (15) декабря 1833.
В том же — 1828, по предложению статс-секретаря императрицы Г. И. Вилламова, с.-петербургский городской голова Н. И. Кусов согласился продать казне своё знаменитое родовое домовладение на Васильевском острове, близ Тучкова моста, для устройства новой городской больницы, по правой стороне р. М. Невы, для бедных жителей Васильевской и Петербургской частей столицы. 13 (25) августа 1828 в общем собрании присутствия Попечительного совета заведений общественного призрения был заслушан положительный отзыв архитектора Доменико Квадри: «Как означенный дом Кусова, находящийся при Неве реке, по своей огромности, прочности и большому пустопорозжему месту, для помещения больницы весьма удобен, и ещё выгоден со стороны той, что находясь в лучшей части Васильевского острова, близок оный и к Петербургской стороне; — так что предполагаемая в нем больница равно могла бы открыта быть для жителей обеих сих частей города, посему совет считает полезным оный дом, уступаемый владельцем решительно за 375 тысяч рублей государственными ассигнациями, купить». Императрица Мария Фёдоровна одобрила покупку и 31 августа (12 сентября) 1828 избрала в попечители больницы сенатора А. В. Васильчикова. Вскоре она скончалась. Однако, в декабре 1828 родовой особняк Кусова был куплен казной для устройства васильеостровской больницы, получившей название во имя Святой Марии Магдалины, открытой 24 октября (5 ноября) 1829 и работающей по настоящее время. По доверенности Попечительного совета заведений общественного призрения, купчая на каменный дом коммерции советника Алексея и надворного советника Николая Ивановых Кусовых, «со всяким при оном строением и землей, состоящий Васильевской части, в 3-м квартале, под № бывшим 276 и 277, а ныне 276 и 284, за 375 000 рублей», была заключена А. Д. Стогом и в мае 1830 им явлена во 2-м департаменте С.-Петербургского магистрата.
В следующем — 1829, особо значимым событием стало учреждение при Обуховской больнице, по инициативе и при непосредственном участии Стога, первой в России фельдшерской школы, которая проработала шестьдесят лет. Школа готовила фельдшеров не только для собственных нужд больницы, но также для нужд М-ва внутренних дел, М-ва императорского двора, М-ва государственных имуществ, Главного управления путей сообщения, Императорского воспитательного дома, для лечебниц владельцев частных имений, а позднее — для земств. При школе трудами А. Д. Стога была открыта медицинская библиотека. Тем самым, А. Д. Стог считается одним из первых организаторов системы подготовки среднего медицинского персонала для гражданских нужд в России. Как попечитель больницы и учредитель школы при жизни он увидел первые результаты её работы, участвовал в приеме экзаменов и в публичных торжественных Актах первых выпусков фельдшеров: «Два выпуска отличных фельдшеров обязаны своим образованием этому заботливому начальнику, поставлявшему первым для себя удовольствием соделать счастие своих подчиненных»
По смерти императрицы Марии Фёдоровны Стог оставлен при делах общественного призрения. С 28 февраля (12 марта) 1829 по 19 ноября (1 декабря) 1830 — член высочайше утверждённого временного Особого комитета для начертания положения об учреждении в обеих столицах и в губерниях исправительных заведений. Председателем комитета был назначен президент Общества попечения о тюрьмах, ген.-адъютант, сенатор, князь В. С. Трубецкой. Комитет разработал предложения, представленные на рассмотрение Государственного совета, направленные на совершенствование деятельности смирительных и работных домов, приказов общественного призрения, и обосновал нецелесообразность учреждения в каждой губернии отдельного исправительного учреждения. Среди прочего, был решен вопрос о создании особых помещений при заведениях приказов общественного призрения для исправления людей гражданского и военного чиновного состояния.
В тот же период, с 8 (20) июня 1829 было высочайше утверждено «Положение для управления богоугодными заведениями в С.-Петербурге», на основании которого заведывание ими поручено Попечительному совету, состоявшего под непосредственным, Его Величества, повелением. Совет принял в управление Обуховскую градскую больницу, Дом умалишенных, Калинкинскую больницу, Градские богадельни, Сиротский, Смирительный и Работный дома. В ведение Совета вошли также больницы: Александровская, Мариинская, Марии Магдалины, св. Николая Чудотворца, Ольгинская, св. Пантелеимона, Богадельня цесаревича Николая Александровича, Волковская и Мало-Охтинская. Высочайшим указом от 12 (24) декабря 1829, А. Д. Стог назначен непременным членом присутствия Попечительного совета заведений общественного призрения в С.-Петербурге, с оставлением в звании и должности попечителя Обуховской градской больницы. Оставался в той должности до конца жизни. В истории, посвященной деятельности Попечительного совета, А. Д. Стог назван «бесспорно самым выдающимся деятелем в предпринятых Императрицей преобразованиях» в сфере общественного призрения»
Деятельность членом Попечительного совета общественного призрения и попечителем Обуховской градской больницы в С.-Петербурге в период с 1828 по 1837 год являлась наиболее известной, но не первым участием А. Д. Стога в делах благотворительных организаций. С 1819 по 1823 год он был деятельным участником и действительным членом учёного комитета Императорского человеколюбивого общества. Комитет по учёной части ИЧО и его штат был учреждён 16 (28) января 1817. Состоял из правления, семи действительных членов и канцелярии, также с ним сотрудничали несколько сотен членов-корреспондентов. Комитет «ставил своею задачей рассматривать всевозможные предположения, различные сочинения и новые изобретения, имеющие благотворительную цель, переводить полезные книги с иностранных языков, представлять о них совету Общества свои заключения, издавать ежемесячный журнал Императорского Человеколюбивого общества на трех языках, в целях усиления путем подписки на него средств Общества <…> имел ввиду доставлять работу бедным художниками и литераторам, покупая для первых из них необходимые инструменты и материалы, а вторым давать работу по переводам с иностранных языков и средства на издание их трудов». Бессменным председателем учёного комитета был его инициатор, тайный советник, барон Б. И. Фитингоф. Действительными членами комитета, наряду с А. Д. Стогом, состояли историк Ф. П. Аделунг, поэт В. А. Жуковский, доктор медицины Фёдор Карлович (Корнилович) Уден и др. По финансовым причинам, в 1823 деятельность учёного комитета ИЧО была прекращена. Тем не менее, литературная деятельность комитета «принесла свою долю пользы для Императорского Человеколюбивого общества, ознакомив с этим обществом не только широкие круги русской общественной мысли в провинции, но и благотворительные учреждения других государств в Европе и Америке».
А. Д. Стог неоднократно избирался опекуном над движимым и недвижимым имуществом дворян, над которыми устанавливалась дворянская опека по случаю их несовершеннолетия, недееспособности или несостоятельности (банкротства). Служба опекуном была общественной. Однако, она была сопряжена с многочисленными конфликтами, спорами и судебными разбирательствами между опекунами и их подопечными, наследниками, кредиторами и их должниками. Опекунов над дворянскими имениями, как правило, подозревали, или обвиняли, в корыстолюбии, взятках, хищениях, неправомерном использовании и халатности по управлению вверенным им имуществом. Задачей опекунов было не только сохранение вверенного им имущества в интересах подопечных и кредиторов, но и его использование с выгодой для них и их наследников. С целью избежать преступлений при управлении имениями богатых, именитых и титулованных особ, многие опекунства устанавливались на основании высочайше утверждаемых нормативных актов. Опекунов избирали из числа наиболее уважаемых, заслуженных и высокопоставленных чиновников империи, по возможности из числа близких или дальних родственников. Утверждались они лично императором. По избранию родственников и согласно высочайше утвержденному положению Комитета министров, А. Д. Стог был определён с 18 (30) августа 1825, и состоял по 31 марта (12 апреля) 1830, совместно с шталмейстером, тайным советником А. В. Васильчиковым и тайным советником А. Н. Олениным, опекуном над родовыми московскими имениями действительного камергера, графа Кирилла Алексеевича Разумовского, сына действительного тайного советника, министра народного просвещения, графа А. К. Разумовского. Сенатор Васильчиков был родственником Разумовских. По «болезненному состоянию» графа К. А. Разумовского, опека над ним и его московским имуществом была учреждена 22 марта (3 апреля) 1823 и первоначально находилась в ведении Московской дворянской опеки. В связи с увольнением от должности прежних опекунов: тайного советника, князя Сергея Голицына, тайного советника, князя Оболенского и отставного ген.-майора Андрея Гудовича, — и назначением трёх новых, в т. ч. Стога, служивших в С.-Петербурге, опека с 13 (25) февраля 1826 переведена в ведение С.-Петербургской дворянской опеки. В связи со смертью графа А. К. Разумовского, последовавшей 14 (26) января 1830, опека была прекращена. Среди других подопечных А. Д. Стога и А. В. Васильчикова была и племянница последнего — девица Мария Кирилловна Васильчикова, несовершеннолетняя дочь покойного гвардии полковника Кирилла Васильевича Васильчикова (1782—1827); опекуны ведали делами её имения в сельце Манушкино, Серпуховского у., Московской губ., и в дер. Горожанице, Ростовского у., Ярославской губ.
А. Д. Стог участвовал в деятельности других хозяйственных, просветительных и закрытых обществ. В 1827 он становится первым акционером учреждённого Российского страхового от огня общества (Первого российского страхового общества), в капитале которого ему принадлежало 25 акций. В 1830-х состоял действительным членом и был деятельным участником Императорского Вольного экономического общества, по его второму отделению. С 1828 и до конца жизни — член привилегированного С.-Петербургского Английского собрания.
А. Д. Стог был знаком со многими видными литераторами, деятелями русской культуры и искусства. По его приглашению, художественным оформлением первого тома его книги «Об общественном призрении» занимался А. Г. Венецианов. На виньетке к изданию Венецианов изобразил фигуру женщины, олицетворяющую мудрость с подписью «К общему благу». Спустя десять лет он же — Венецианов, был приглашён для росписи церкви Божией Матери «Всех Скорбящих Радости» при Обуховской больнице. В частности, иконостас для храма был создан трудами самого Венецианова, написавшего несколько оригинальных образов, и учеников его Школы: А. В. Тыранова, Александра Гавриловича Денисова, Михаила Сергеевича Серебрякова, Василия Зиновьева, А. А. Алексеева.
Многолетняя дружба связывала А. Д. Стога и его земляка, художника И. В. Бугаевского-Благодарного, которому он покровительствовал. По поручению Стога, в разные годы художник написал для сенатора: икону Воскресения Христа Спасителя, в 1831 пожертвованную в церковь при Обуховской больнице; внутренний вид церкви Обуховской больницы и в часовню больницы 12 образов в виде иконостаса; шесть копий портрета князя В. П. Кочубея, с оригинала Франца Крюгера; портрет императрицы Марии Фёдоровны для Обуховской больницы. Он же — Бугаевский, написал образ Божией Матери с Предвечным Младенцем, с подлинника Джованни Франческо Гверчино. Картина была принесена супругой Стога — Софьей Михайловной, в дар церкви Обуховской больницы и поставлена над жертвенником.

## Награды
- Орден Святой Анны 2 степени (16.05.1808)
- Орден Святого Владимира 3 степени (27.12.1818)
- Орден Святой Анны 1 степени (22.08.1826)
- Знак отличия беспорочной службы за «XXX» лет (22.08.1828)[29]
- Орден Святого Владимира 2 степени большого креста (31.01.1829)
- Знак отличия беспорочной службы за «XXXV» лет (22.08.1832)
- Орден Белого орла (31.12.1834)

## Научные труды
А. Д. Стог, по долгу службы, являлся автором многих нормативно-правовых документов (положений, инструкций, штатов, уставов, отчетов и др.), регулировавших повседневную деятельность губернских учреждений вплоть до конца XIX в., и ныне включенных в Реестр книжных памятников России. В том числе он разработал:
- Распоряжения, относящиеся к исполнению высочайшего его императорского величества указа 14 апреля 1822 года, об обеспечении продовольствия народного. — СПб.: в тип. Медицинского д-та М-ва внутренних дел, 1822.
- Положение для управления богадельнями, зависящими от приказов общественного призрения. — СПб.: в тип. Медицинского д-та М-ва внутренних дел, 1826.

Главный его труд — фундаментальное сочинение «Об общественном призрении в России», издавался с 1818 по 1831 год и содержит четыре тома в нескольких частях. На протяжении первой половины XIX в. сочинение являлось единственным историческим исследованием, посвященным данному вопросу. А. Д. Стог считается первым историографом развития российской благотворительности и становления государственной системы социальной помощи, автором первой известной периодизации истории социальной работы в России. В своей работе он впервые в отечественной историографии сделал попытку показать эволюцию административно-правового регулирования и подхода государства к проблемам оказания помощи и поддержки нуждающимся, начиная с ранних страниц российской истории X-XI вв. до первой четверти ХIX в. Многие положения многотомного труда Стога, являющегося памятником книжной культуры, библиографической и исторической редкостью, основывались на данных архивов, ныне утраченных и недоступных для исследователей. По этой причине его сочинение для изучения вопросов истории генезиса социальной помощи в России является бесценным.
Не меньшей заслугой Стога является учреждение «Журнала Министерства внутренних дел», выходившего с 1829 по 1861 год. С 1 (13) ноября 1809 при министерстве начала выходить газета «Северная почта», по прекращении издававшегося от него «С.-Петербургского журнала», которого, впрочем, она не была продолжением. «С.-Петербургский журнал» издавался ежемесячными книжками в бытность министром внутренних дел В. П. Кочубея и правителем его канцелярии М. М. Сперанского. «Северная почта» выходила два раза в неделю, небольшими листами крупной печати, при Почтовом департаменте, которым в то время заведовал министр внутренних дел О. П. Козодавлев, желавший заменить ею Академические Ведомости. Редакцией «Северной почты» заведовали правитель канцелярии его Василий Михайлович Попов и Михаил Никитич Цветков. В июле 1819 почтовое ведомство было присоединено к Министерству духовных дел и народного просвещения. Вследствие этого «Северная почта» была присоединена к «С.-Петербургским ведомостям». По её прекращении, в течение последующих десяти лет министерство не имело своего печатного органа. Только с июля 1829 года, в бытность министром внутренних дел А. А. Закревского, стараниями директора хозяйственного департамента А. Д. Стога, министерство учредило и стало издавать собственный «Журнал Министерства внутренних дел», который выходил до 1861 года, когда был заменён на газету «Северная почта». «Журнал Министерства внутренних дел» не был продолжением или изменением «Северной почты», выходившей в 1809—1819. План и программа нового журнала министерства были разработаны Стогом. В официальной части журнала печатались: высочайшие повеления, сенатские указы и министерские приказы; различные циркуляры по дворянским делам, народному продовольствию, приказам общественного призрения, общественному хозяйству городов, по делам об отчуждении имуществ, по устройству квартирной части, по делам евреев, по врачебной части и др.; приказы и распоряжения по личному составу министерства. В неофициальной части публиковались различные научные исследования, описания и труды, материалы для статистки России, «современная летопись» по общественным событиям, обозрение происшествий и разных примечательных событий, научных открытий, историко-этнографических исследований, картографии, библиографии и др.; в виде приложений печатались экономические, хозяйственные и статистические ведомости по разным отраслям хозяйства. Он же — Стог, привлек к сотрудничеству знаменитого Н. И. Греча, который стал первым редактором этого журнала с начала его до 1831 года. Греч оставил самые лестные отзывы о деятельности А. Д. Стога и как чиновника, и как общественного деятеля.

## Материалы к биографии
О родителях А. Д. Стога, кем служил его отец — Даниил Стог, кто была мать, ничего не известно. Однако, известно, что в семье было три сына, из которых Алексей был старшим. Очевидно, что семья Стога была не богата. А. Д. Стог характеризовался как «человек, основавший свою карьеру исключительно на труде» и «выдвинувшийся в положение самостоятельно». Биобиблиографические сведения, посвященные деятельности А. Д. Стога, не содержат практически никаких сведений об его семейном положении или родственных связях. Однако, метрики, имущественные сделки семьи Стога, связанные с куплей-продажей недвижимых имений и наследованием его благоприобретенной с.-петербургской усадьбы, определяют круг близких родственников. Среди них: шурин А. Д. Стога — герой Отечественной войны 1812, ген.-майор Д. М. Юзефович; родной племянник А. Д. Стога — ген.-майор Михаил Демьянов Стог; родные племянники Софьи Михайловны Стог, урождённой Юзефович — действительный тайный советник М. В. Юзефович и его брат, действительный статский советник Виктор Владимирович Юзефович; сводный брат Софьи Михайловны Стог — герой Отечественной войны 1812, генерал от инфантерии В. И. Тимофеев.
- Брат — Михайло Данилович Стог (? — не ранее 1828), коллежский советник, экспедитор (начальник) Счётной экспедиции Малороссийского почтамта в Чернигове[32]. В гражданском чине с 1791; надворный советник (31.12.1812), коллежский советник (указ от 15.04.1820, старшинство с 31.12.1818) в Малороссийском почтамте. Кавалер: орд. Св. Владимира 4-й ст. (8.09.1811); орд. Святой Анны 2-й ст. (11.01.1824). Помещик с. Безугловка, Нежинского повета, Малороссийско-Черниговской губернии (1826)[33]. Умер раньше А. Д. Стога, не показан в числе его сонаследников.
- Брат — Демьян Данилович Стог (? — не позднее 1850), надворный советник, непременный член (председатель) Черниговского губернского приказа общественного призрения[34]. Кавалер ордена Св. Анны 3-й ст. (5.01.1826), имел знак отличия беспорочной службы за «XXV» лет (22.08.1830). Служил «при разных должностях» в Малороссийском почтамте[35], в т. ч. помощником экспедитора Счётной экспедиции, т. е. своего брата Михаила. В той должности, с 13 (25) марта 1826 произведён в коллежские асессоры, со старшинством со дня выслуги узаконенных лет[36]. После смерти брата Михаила, не без протекции брата Алексея, возглавлявшего Хозяйственный департамент М-ва внутренних дел, с 3 (15) января 1831 назначен непременным членом (председателем) Приказа общественного призрения Черниговской губернии, состоявшего в ведении А. Д. Стога. В той должности — с 1831 по 1832 год[37]. После увольнения брата из М-ва внутренних дел и его назначения сенатором, уволен от той должности надворным советником 24 июня (6 июля) 1832; преемник — титулярный советник Н. И. Ющенко[38]. По смерти А. Д. Стога родной его брат, отставной надворный советник Д. Д. Стог, показан в числе сонаследников. Жена — Екатерина Ивановна. Дети: средний сын Михайло Демьянов Стог (17.09.1839—31.08.1895) — начальник штаба 26-й пехотной дивизии, командир 15-го пехотного Шлиссельбургского ген.-фельдмаршала князя Аникиты Репнина полка, генерал-майор (29.09.1894), был похоронен на городском кладбище Херсона; старший сын Николай и дочь Варвара Демьяновы Стог. Черниговский домовладелец: за ним дом, на каменном фундаменте, состоящий в г. Чернигове, с кухней, сенями на каменном фундаменте, амбаром и ледниками — наследованный малолетними его детьми: Николаем, Михаилом и Варварой. В Черниговской палате гражданского суда 16 (28) августа 1850 совершена купчая, от штаб-лекаря, титулярного советника Осипа Осипова Волосевича, данная ему опекунами, вдовой надворного советника Екатериной Ивановной Стог и коллежским секретарем Алексеем Лисогоровским, на продажу, сходно разрешению Правительствующего сената, последними первому вышеуказанного дома, принадлежащего малолетним детям надворного советника Д. Д. Стога, за 1200 руб. серебром[39].
- Жена — Софья Михайловна Стог, урождённая Юзефович (1779[1]  или 1783[40]  — 12.12.1842[1]), тайная советница, с.-петербургская домовладелица, родная сестра героя Отечественной войны 1812, ген.-майора Д. М. Юзефовича, сводная сестра героя Отечественной войны 1812, генерала от инфантерии В. И. Тимофеева.

Из потомственных дворян Полтавской губернии. Род С. М. Стог (Юзефович) происходил из реестровых казаков, служивших польским королям и за это пожалованных шляхетским достоинством. Её отец — участник Русско-турецкой войны (1768—1774), премьер-майор, отставной подполковник и надворный советник Михайло Иванович Юзефович, был женат дважды, во втором браке — на вдове майорше Анне Григорьевой Тимофеевой (1754—26.04.1817), матери генерала от инфантерии В. И. Тимофеева (от первого её брака с премьер-майором Иваном Тимофеевым), от которой имел младшего сына, титулярного советника Харлампия, служившего по ведомству М-ва финансов. Мачеха Софьи Михайловны Стог умерла в С.-Петербурге и была похоронена на Смоленском кладбище.
Родные братья Софьи Михайловны Стог: ген.-майор Д. М. Юзефович; воспитанник Пажеского корпуса, штабс-ротмистр в отставке, затем титулярный советник Владимир Михайлович Юзефович (ум. до 1828); воспитанник Пажеского корпуса, штабс-ротмистр в отставке Андрей Михайлович Юзефович (ум. до 1830); единокровный её брат, титулярный советник Харлампий Михайлович Юзефович (ум. не ранее 1828); родная её сестра — поручица Анна Михайловна Гербертова.
На протяжении 1820-х — 1830-х Софья Михайловна неоднократно показана, вместе с мужем, в купчих, по которым семейство Стога покупало в имениях разных помещиков Малороссийско-Полтавской (Полтавской) губернии отдельных крепостных крестьян и дворовых, которых переселяло в С.-Петербург, в котором владело большой усадебной дачей с садами и рощей на Аптекарском о-ве. Продавцами в купчих показаны: отставной коллежский советник и кавалер Лукиллиан (Лукьян) Акимов Каниевский, бывший судья 2-го д-та Генерального суда Полтавской губернии, помещик дер. Чугуевка, Золотоношского повета, села Воскресенского и дер. Яненки, Переяславского повета, Малороссийско-Полтавской губернии (1826); поручик Михаил Григорьевич Иваненко, поветовый подкоморий Переяславского нижнего земского суда Полтавской губернии, помещик Переяславского уезда, и его жена — Мария Владимировна, урождённая Юзефович (1832). Поручик М. Г. Иваненко — родственник С. М. Стог, он был женат на родной её племяннице, Марии Владимировне Юзефович, в замужестве Иваненко. Семейство Иваненко продало Стогам «дворовую девку» Марию Буценкову и «дворового мальчика» Петра Бреуса.
Родные племянники Софьи Михайловны Стог от брата Владимира: отставной майор, а впоследствии действительный тайный советник М. В. Юзефович, отставной ротмистр Дмитрий, ротмистр Владимир, поручик, а впоследствии действительный статский советник Виктор, и отставной корнет Александр Владимировы Юзефовичи; родные её племянницы от Владимира: жена отставного поручика  Мария Владимировна Иваненко, жена помещика Людмила Владимировна Терновская (Тарновская) и девица Наталья Владимировна Юзефович. От брата Андрея родной её племянник — дворянин Григорий Андреевич Юзефович, и родная её племянница, девица Олимпиада Андреевна Юзефович.
В браке София Михайловна имела единственного сына — Дмитрия, который, в чине губернского секретаря, начинал службу при отце, в Министерстве внутренних дел. Однако, он умер раньше отца и других детей у Стогов не было. Определением 2-го д-та С.-Петербургского уездного суда, наследниками благоприобретённого недвижимого и движимого имения А. Д. Стога были утверждены его вдова — Софья Михайловна, и родной брат — Демьян Данилович. 13 (25) сентября 1837 во 2-м д-те С.-Петербургской гражданской палаты была совершена раздельная запись, учиненная тайной советницей Софьей Михайловой Стог и надворным советником Демьяном Даниловым Стог, недвижимому и движимому имению, оставшемуся после покойного первой супруга, а последнего родного брата, сенатора, тайного советника Алексея Даниловича Стога, по коей дача, состоящая в С.-Петербурге, Петербургской части, в 4-м квартале, по речке Карповке, на Аптекарском острове, под №№ 1341-м и 1342-м, со всем при ней строением и землей, досталась одной Софье Стог, а Демьян Стог, вместо следующей ему законной части, получил деньгами 18 000 руб. ассигнациями, цену же делимому имению объявили: даче 40 000 руб., а с движимостью всего до 70 000 руб. ассигнациями; запись писана на 200 рублевом листе; взыскано за записку пошлины 10 руб.
Умерла С. М. Стог в С.-Петербурге и вместе с мужем была похоронена в Александро-Невской Лавре. Погребение совершал епископ Ревельский Иустин.
Согласно объявлениям 2-го департамента С.-Петербургского уездного суда 1843 года, после смерти С. М. Стог наследственные права на вышеуказанное имение и дворовых людей предъявила малороссийская её родня: родная сестра — вдова поручица Анна Михайловна Гербертова, урождённая Юзефович; родные племянники и племянницы покойной: брат и сестра — дворянин Григорий и девица Олимпиада Андреевы Юзефович; родные братья и сёстры — коллежский асессор Михаил, отставной ротмистр Дмитрий, ротмистр Владимир, поручик артиллерии Виктор и отставной корнет Александр Владимировы Юзефовичи, жена отставного поручика Мария Владимировна Иваненко, жена помещика Людмила Владимировна Терновская (Тарновская) и девица Наталья Владимировна Юзефович. По сведениям 1849 года, наследниками и совладельцами дачи, с садом, господской усадьбой с двумя флигелями, с рощей по р. Карповке, под № 1342, Петербургской части, части № 4-й Аптекарского о-ва, значились коллежский советник Дмитрий Андреевич (?) Юзефович с братьями. Владелицей соседней дачи с садом, под № 1341, по ул. Песочной, значилась жена (брак с 15.01.1839) коллежского секретаря Ивана Эммануиловича Калержи (1814—1863), Мария Фёдоровна Калержи, во втором браке Муханова, урождённая графиня Нессельроде (1822—1874).
Малороссийскую родню С. М. Стог отличала сплоченность, если дело касалось сохранения родовых имений. После смерти С. М. Стог, когда недвижимое имение родной её сестры — вдовы поручицы Анны Михайловны Гербертовой, состоящее в селе Сотникове и дер. Калитовке, Пирятинского уезда, Полтавской губернии, в коем, по 8-й ревизии — 1834, значилось крепостных муж. пола 50 душ, с их женами и детьми, со всем их и господским строением, с пожитками и скотом, с пашенной и непашенной землей, с лесами, сенными покосами и всякими угодьями, за долги перед Государственным заёмным банком было арестовано и продавалось с публичного торга, 19 (31) марта 1845 покупателем имения, заплатив 3650 руб. серебром, стала надворная советница Анна Максимовна Юзефович, урождённая Гудим-Левкович, жена племянника С. М. Стог и А. М. Гербертовой, надворного советника М. В. Юзефовича.
- Сын — Дмитрий Алексеевич Стог (1806 — не ранее 1831), губернский секретарь. В мае 1827 окончил курс Благородного пансиона при С.-Петербургском университете, с правами на чин 12 класса. В том же — 1827, с 22 июля определён в службу в ведомство отца, помощником начальника архива Хозяйственного департамента М-ва внутренних дел. В следующем году назначен секретарем своего отца, директора Хозяйственного департамента. Высочайшим указом от 16 (28) сентября 1829, по прошению сенатора М. П. Штера, председательствующего в Симферопольской межевой комиссии, откомандирован к нему, сенатору Штеру, «для употребления по усмотрению его непосредственно под его ведомством, или в Комиссии, или же в Конторе», причём, не в пример другим, «с сохранением занимаемого им места секретаря в Хозяйственном департаменте и получаемого им оклада по тысяче рублей». Числился по штатам М-ва внутренних дел, с откомандированием в ведомство М-ва юстиции, с 1829 по 1831 год. Сенатор М. П. Штер был хорошо знаком с сенатором А. Д. Стогом, как по службе в министерствах полиции и внутренних дел, так и по делам учреждений Общественного призрения. Он также был соседом семьи Стога по даче на Аптекарском о-ве. Чинопроизводство и награждение Штера и Стога нередко проходило в один день: в один день чиновники М-ва внутренних дел — Штер, получил чин тайного советника, а Стог — действительного статского советника; в один день сенаторы Штер и Стог пожалованы орденом Белого орла. Дальнейшая судьба губернского секретаря Д. А. Стога не известна. Умер он раньше отца и не показан в числе его наследников. Дата смерти и место захоронения не выяснены.

Род А. Д. Стога, продолжавшийся по линии младшего его брата — Демьяна, по мужской линии угас в конце XIX в.